# ساكن الحرج سوفوس
ساكن الحرج سوفوس (الاسم العلمي: Bebearia sophus)، نوع من الفراشات التي تتبع جنس ساكن الحرج وفصيلة الحورائيات. يوجد في السنغال وغينيا بيساو وغينيا وسيراليون وليبيريا وساحل العاج وغانا وتوغو
```
وبنينو
نيجيريا
 
والكاميرون
 
وجمهورية الكونغو الديمقراطية
 
وأوغندا
 
ورواندا
 
وكينيا
 
وتنزانيا
 وربما 
الغابون
 
وجمهورية الكونغو
 
وجمهورية أفريقيا الوسطى
 
وأنغولا
.
[
1
]
 يألف الغابات المنخفضة والجبلية.
```

تتغذى يرقاته على أنواع من نبات اللاندولفيا والكريزوفيلوم.

## النويعات
- B. s. sophus (غينيا: كوناكري، سيراليون، ليبيريا، ساحل العاج، غانا، توغو، بنين، نيجيريا، الكاميرون، الغابون، الكونغو، جمهورية إفريقيا الوسطى، أنغولا، جمهورية الكونغو الديمقراطية))
- B. s. aruunda (Overlaet, 1955) (جمهورية الكونغو الديمقراطية: مايومبي وأوبانجي ومونغالا وأولي وشمال كيفو وتوبو وإكواتور وكاتاراكتيس وكويلو وكاساي وسانكورو ولومامي ولويابا وتانغانيكا )
- B. s. audeoudi (Riley, 1936) (أوغندا، غرب كينيا، شمال غرب تنزانيا)
- B. s. monforti Hecq, 1990 (رواندا)
- B. s. ochreata (Carcasson, 1961) غرب تنزانيا)
- B. s. phreone (Feisthamel, 1850) السنغال، غينيا بيساو، غينيا)